# Marta Antonia Fascina
Marta Antonia Fascina   (Melito di Porto Salvo, 9 de gener de 1990) és una política italiana.

## Biografia
Marta Antonia Fascina va néixer el 9 de gener del 1990 a Melito di Porto Salvo.
Va graduar-se en Lletres i Filosofia a la Universitat de Roma La Sapienza. Després dels estudis, va treballar a l'oficina de relacions públiques de Força Itàlia, el partit polític creat per Silvio Berlusconi, a Milà.
Sense cap experiència política prèvia, va ser candidata de Força Itàlia a la circumscripció Campanie-1 a les eleccions legislatives italianes de 2018, i va ser elegida com a diputada. Va ser reelegida el 2022.

## Vida privada
Fascina es fa veure el març de 2020 després de la publicació a la revista rosa Diva e donna de fotos seves i de Silvio Berlusconi a les termes de Bad Ragaz, a Suïssa. Força Itàlia va publicar posteriorment un comunicat de premsa que formalitzava la relació romàntica entre Fascina i Berlusconi, amb cinquanta-tres anys de diferència, mort el juny de 2023.
El 12 d'agost del 2020, la revista Chi (propietat de Berlusconi) publica una altra sèrie de fotos que mostren Fascina i Berlusconi junts